# War (U2)
War je treći studijski album irske rock skupine U2.
Album se smatra U2-ovim prvim otvorenim političkim albumom, kako zbog pjesama kao što su "Sunday Bloody Sunday" i "New Year's Day", tako i zbog samog naslova (eng. war = rat) koji proizlazi iz U2-ovog doživljaja tadašnjeg svijeta. Dok su središnje teme njihovih ranijih albuma Boy i October bile adolescencija i duhovnost, album War se usredotočuje na fizičku stranu rata kao i na njegove emocionalne posljedice. Album je komentiran kao snimka u kojoj je skupina "pretvorila pacifizam u [križarski] pohod".
War je bio velik komercijalni uspjeh za sastav, skinuvši Michael Jacksonov Thriller s vrha ljestvica kako bi postao prvi U2-ov #1 album u Velikoj Britaniji. Godine 2003., album je rangiran 221 na listi najboljih 500 albuma svih vremena časopisa Rolling Stone.
Album je pratila i promotivna turneja War iz koje je 1983. proizašao koncertni audio (Under A Blood Red Sky) i video (Live at Red Rocks: Under A Blood Red Sky) materijal.

## Popis pjesama
Sve su pjesme napisali i uglazbili U2.
1. Sunday Bloody Sunday (4:40)
2. Seconds (3:10)
3. New Year's Day (5:35)
4. Like a Song... (4:46)
5. Drowning Man (4:14)
6. The Refugee (3:40)
7. Two Hearts Beat as One (4:03)
8. Red Light (3:46)
9. Surrender (5:34)
10. "40" (2:35)